# Шрадер, Эдвард

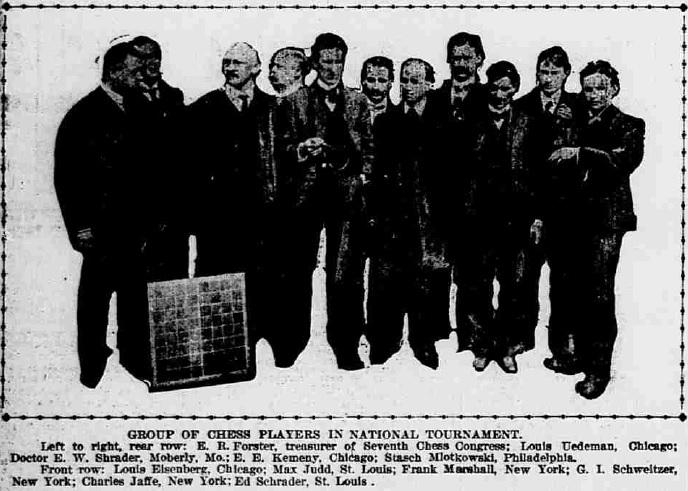
7-й американский шахматный конгресс. Слева направо: Л. Айзенберг, Э. Форстер (казначей конгресса), М. Джадд, Л. Удеман, Ф. Маршалл, Ю. Шрадер, Дж. Швитцер, Э. Кемени, Ч. Яффе, С. Млотковский, Э. Шрадер

Эдвард Фридрих Шрадер или Эдвард Фредерик Шрадер (нем. Edward Friederich Schrader, англ. Edward Frederick Schrader, 31 октября 1877, Шванден — 5 апреля 1966, Лос-Анджелес) — американский шахматист швейцарского происхождения.

## Биография
В 1891 г. вместе с семьей переехал в США из Швейцарии. Жил в Сент-Луисе, работал художником (писал преимущественно портреты). Позже жил в Сиракьюсе и Сан-Диего. С 1928 по 1935 гг. — в Йоханнесбурге. С начала 1940-х гг. жил в Портленде. Последние годы жизни провел в Калифорнии.
Стал членом Сент-Луисского шахматного клуба не позднее 1899 года.
Входил в элиту американских шахмат начала XX в. Получил известность благодаря нескольких удачным показательным партиям против чемпиона мира Эм. Ласкера. Участвовал в американских шахматных конгрессах и чемпионатах Западной шахматной ассоциации (открытых чемпионатах США). Наивысшее достижение в карьере — победа в открытом чемпионате США 1905 г. В 1914 г. поделил в аналогичном турнире 1—4 места, но в дополнительном соревновании занял последнее место.
Старший сын Шрадера Эдвард (1910 — ?) также стал шахматистом. Он принимал участие в открытом чемпионате США 1956 г. Другие дети Шрадера: Ричард (1914 — ?) и Вирджиния (1922 — ?). Имя жены — Лайла (развелись до 1930 г.).

## Спортивные результаты
| Год  | Город      | Соревнование                             | + | − | = | Результат | Место  |
| ---- | ---------- | ---------------------------------------- | - | - | - | --------- | ------ |
| 1902 | Сент-Луис  | Показательные партии с Эм. Ласкером      | 1 | 1 | 0 | 1 из 2    |        |
| 1903 | Чикаго     | Открытый чемпионат США                   |   |   |   |           | [ 7 ]  |
| 1904 | Сент-Луис  | 7-й американский шахматный конгресс      | 4 | 4 | 1 | 4½ из 9   | 5—6    |
|      | Сент-Луис  | Открытый чемпионат США                   |   |   |   |           | [ 9 ]  |
|      | Сент-Луис  | Показательная партия с Эм. Ласкером      | 1 | 0 | 0 | 1 из 1    |        |
| 1905 | Эксельсиор | Открытый чемпионат США                   |   |   |   |           | 1      |
| 1906 | Чикаго     | Открытый чемпионат США                   |   |   |   |           | [ 10 ] |
| 1907 | Эксельсиор | Открытый чемпионат США                   |   |   |   |           | [ 11 ] |
| 1908 | Эксельсиор | Открытый чемпионат США                   |   |   |   |           | [ 12 ] |
| 1909 | Сент-Луис  | Показательная партия с Х. Р. Капабланкой | 0 | 1 | 0 | 0 из 1    |        |
|      | Эксельсиор | Открытый чемпионат США                   |   |   |   |           | [ 13 ] |
| 1910 | Чикаго     | Открытый чемпионат США                   |   |   |   |           | [ 10 ] |
| 1911 | Эксельсиор | Открытый чемпионат США                   |   |   |   |           | [ 14 ] |
| 1912 | Эксельсиор | Открытый чемпионат США                   |   |   |   |           | [ 12 ] |
| 1914 | Мемфис     | Открытый чемпионат США                   |   |   |   |           | 1—4    |
| 1916 | Чикаго     | Открытый чемпионат США                   |   |   |   |           | [ 16 ] |
| 1919 | Цинциннати | Открытый чемпионат США                   |   |   |   |           | [ 16 ] |